# Липавский, Леонид Савельевич
Леони́д Саве́льевич (Сау́лович) Липа́вский (псевдонимы: Леонид Савельев, Л. Савельев; 1904—1941) — советский писатель, философ и поэт. В 1920-х — 1930-х годах — участник и один из организаторов эзотерических содружеств поэтов, писателей и философов «Чинари» и ОБЭРИУ.

## Биография
Родился в Санкт-Петербурге в семье врача-дерматолога, доктора медицины Саула (Шоула, Шаула) Минахимовича (Савелия Михайловича) Липавского (6 августа 1871 — 1933), выпускника Императорского Харьковского университета (1896) из екатеринославской еврейской купеческой семьи; мать — Броха-Роза Самсоновна (в девичестве тоже Липавская, 1875—?), дочь екатеринославского купца. Родители заключили брак в Екатеринославе 10 декабря 1896 года и приходились друг другу двоюродными братом и сестрой. Оба деда — братья Самсон Аронович Липавский (1844—1902) и Менахим Аронович Липавский — были екатеринославскими купцами второй гильдии. Старшая сестра Нина (в замужестве Федотова-Липавская, 1898 — начало 1940-х, учительница) родилась ещё в Екатеринославе. К 1915 году брак родителей распался и отец в дальнейшем жил отдельно от первой семьи.
Учился в Петербургской гимназии В. К. Иванова. В 1920 году (в 16 лет) поступил на педагогическое отделение факультета общественных наук Петроградского университета, в 1922 году получил диплом. Одновременно занимался санскритом в Институте живых восточных языков, опубликовал несколько лингвистических работ. Работал санитаром, преподавал обществоведение в школе, в 1923—1926 был воспитателем в школе для трудновоспитуемых детей. С 1926 года работал редактором в ГИЗе, затем в журнале «Костёр».
Начинал как поэт и детский писатель. В 1927 году вышла его книга для юношества «Немые свидетели» (переиздана в Детгизе в 1935 году). Был принят «подмастерьем» в «Цех поэтов» и печатался в его изданиях. Яков Друскин («Чинари») называет Липавского «не только поэтом, но и теоретиком» группы обэриутов, а также «руководителем и главой-арбитром их вкуса». В 1920-х—30-х годах чинари чаще всего собирались на квартире у Липавского и его жены Тамары Александровны (Мейер, 1903—1982) на Гатчинской улице. Здесь в 1933—1934 годах Липавским были записаны позднее опубликованные «Разговоры», в которых участвовали Я. С. Друскин, А. И. Введенский, Н. А. Заболоцкий, Н. М. Олейников, Д. И. Хармс.
Придя к Липавскому случайно,

Отметил я в уме своём:

Приятно вдруг необычайно

Остаться с девушкой вдвоём.

Даниил Хармс, 
21 янв<аря> 1935
Главной причиной той роли, которую Липавский играл среди чинарей, Яков Друскин называет редкую способность, привлекавшую к нему многих, — умение слушать. «Уметь слушать» не равносильно умению молчать. «Уметь слушать» — это значит: иметь широкий кругозор, сразу же понимать, что говорит собеседник, причём иногда лучше и глубже, чем он сам. При том, что это отнюдь не значило похвал или лести. Любил Липавский немногих — и его любили немногие. Мнением его интересовались, с ним считались, но в то же время его побаивались. Он сразу находил ошибки и недостатки в том, что ему говорили и что давали читать. Он мог и прямо сказать, что плохое — плохо.
Своей обстоятельностью, вдумчивостью и серьёзностью Липавский неизменно вызывал иронию со стороны Даниила Хармса, который часто называл его за это «немцем». Такому подтруниванию над Липавским посвящён рассказ Хармса 1934 года «Как я растрепал одну компанию»: «Теперь я всё понял: Леонид Савельевич ― немец. У него даже есть немецкие привычки. Посмотрите, как он ест. Ну, чистый немец, да и только! Даже по ногам видно, что он немец».
В середине 20-х годов Липавский начал писать для детей. Наиболее известные литературные произведения: «Часы и карта Октября», «Ночь съезда Советов», «Штурм Зимнего», «На земле, на воде, в воздухе», «Следы на камне» (1936).
В своих воспоминаниях Яков Друскин многократно подчёркивает, что прежде всего, Липавский был философом и среди чинарей имел именно такую репутацию. По окончании школы Липавский поступил на философское отделение факультета общественных наук университета, одновременно уговорив перейти туда же учиться и Друскина. Годом позже то же философское отделение окончил и Александр Введенский. Среди прочих научных дисциплин Липавского особенно интересовала философская антропология, хотя и понимаемая свободно, поэтически. Лет пять или шесть он занимался лингвистикой. Лингвистики он почти не знал, но создал новую лингвистическую систему, которую озаглавил «Теория слов». Вячеслав Иванов, прочитав её, сказал: «Хотя „Теория слов“ Липавского противоречит современным лингвистическим теориям, она интересна, её следовало бы напечатать, но с соответствующими предисловием и замечаниями». Другая лингвистка (Зинаида Минц) назвала её утопической лингвистикой. В творческий метод чинарей Липавский ввёл термин иероглиф. Наиболее известное его философское произведение — «Исследование ужаса».
С первых месяцев войны Липавский — писатель-корреспондент редакции газеты «Сталинская вахта» политотдела ПВО Балтийского флота, интендант 3 ранга. Пропал без вести на Ленинградском фронте с 22 сентября 1941 года при отходе из Нового Петергофа.

## Адреса
- Ленинград (ныне Санкт-Петербург), Гатчинская ул., дом 8[19].